# Bahía Waddington
La bahía Waddington es una bahía ubicada entre los cabos Tuxen y Rasmussen, en la costa de Graham, al oeste de la península Antártica, Antártida.

## Características
Posee unos 3,2 kilómetros de largo, en dirección noroeste-sudeste y 1,6 kilómetros de ancho. Está constantemente invadida por hielos flotantes. Al fondo de ella desciende un glaciar.

## Historia y toponimia
Fue parcialmente definida en febrero de 1898 en las cartas de la Expedición Antártica Belga, al mando de Adrien de Gerlache de Gomery. Fue mejor cartografiada en 1909 por la Cuarta Expedición Antártica Francesa, al mando de Jean-Baptiste Charcot, quien le dio el nombre del político Robert Waddington, presidente de la Cámara de Comercio de Ruan, en el norte de Francia.
En 1936, fue cartografiada por la Expedición Británica a la Tierra de Graham (BGLE), al mando de John Riddoch Rymill, y en 1958 por el Falkland Islands Dependencies Survey.

## Reclamaciones territoriales
Argentina incluye la bahía en el departamento Antártida Argentina dentro de la provincia de Tierra del Fuego, Antártida e Islas del Atlántico Sur; para Chile forma parte de la comuna Antártica de la provincia Antártica Chilena dentro de la Región de Magallanes y de la Antártica Chilena; y para el Reino Unido integra el Territorio Antártico Británico. Las tres reclamaciones están sujetas a las disposiciones del Tratado Antártico.
Nomenclatura de los países reclamantes: 
- Argentina: bahía Waddington[6][7]
- Chile: bahía Waddington[3]
- Reino Unido: Waddington Bay[4]